# Gastrina
A gastrina é um hormônio peptídeo de cadeia linear com 17 aminoácidos liberado por células endócrinas do trato gastrointestinal que estimula a secreção de ácido clorídrico (parte do suco gástrico) e estimula a motilidade do estômago. A forma G17 ou "pequena gastrina" é secretada pela célula G no antro do estômago em resposta à alimentação.  É também fundamental para o crescimento da mucosa gástrica e intestinal. O suco gástrico é composto por ácido clorídrico (HCl), pepsinogênio-pepsina, sais inorgânicos e água.

## Síntese
É sintetizado como preprogastrina, clivado como progastrina e então sofre várias modificações pós-traducionais, em particular a sulfatação, até ser finalmente transformada no ácido 34-amino maduro (gastrina-34). Essa forma pode ser clivada em duas gastrinas-17 (17 amino).

## Estimulação
O principal fator que estimula sua produção é a elevação do pH estomacal, porém distensão gástrica, alimentos ricos em proteínas, níveis séricos elevados de cálcio também podem estimular sua produção.

## Inibição
A gastrina é inibida pelo aumento de ácido (principalmente o HCl segregado) no estômago (um caso de feedback negativo). A somatostatina, secretina, peptídeos gastroinibitórios, VIP (peptídeo intestinal vasoativo), glucagon e calcitonina também podem inibir a produção de gastrina.

## Patologias
A síndrome de Zollinger-Ellison é causada por um tumor secretor de gastrina, também conhecido como (gastrinoma), em geral, nas células não beta do pâncreas. Os sinais e sintomas da síndrome de Zollinger-Ellison são atribuíveis aos níveis circulantes de gastrina elevados: aumento da secreção de H+ pelas células parietais, hipertrofia da mucosa gástrica (o efeito trófico da gastrina sobre as células parietais), e as úlceras duodenais, causadas pela insuficiente secreção de HCO3- pancreático e biliar para neutralizar o H+ no lúmen do intestino delgado. Importante: esta síndrome é caracterizada por múltiplas úlceras pépticas. Outro aspecto importante da doença a se considerar, devido à secreção aumentada de H+ e a resulta em acidificação do lúmen intestinal, é a inativação da lipase pancreática, que digere os lipídeos em ácidos graxos , monoglicerideos e colesterol, aos quais podem ser absorvidos. Como resultado, os lipídeos da dieta não são adequadamente digeridos, e o lipídeo é secretado juntamente com as fezes, um quadro caracterizado como esteatorreia.